# Kostel Nanebevzetí Panny Marie (Budišov nad Budišovkou)
Kostel Nanebevzetí Panny Marie je dominantou města Budišov nad Budišovkou, vysvěcen byl 12. června 1756 kardinálem Juliem, hrabětem Troyerem, mecenášem a patronem kostela. Předpokládá se, že architektem byl Nicolas Thalherr, protože je zmíněn na jednom z dobových úředních dokladů. Kostel je kulturní památkou ČR zapsánou v seznamu NPÚ pod č. 32534/8-1344 . Kostel má na čelní straně 3 vchody z východní strany. Nad hlavním vchodem je znak kardinála Troyera a nápis „Troierianae Pietatis Monumentum“. Před vchodem je umístěna socha Panny Marie. Zvláštností kostela je, že hlavní oltář je situován na západ, ne na východ jak bývá obvyklé u jiných kostelů. U jižní strany kostela je smírčí kříž, o jeho původu a době vzniku není nic známo. Původně byl kostel vystavěn bez věží, z důvodu nedostatku finančních prostředků. Výstavba trvala 10 let. Věže byly dostavěny až v roce 1912. V současné jsou rozměry kostela 49,9 m × 16,7 m v půdorysu a výška kostela je 18,5 m – bez výšky věží. Dnes je v kostele sedm oltářů. Hlavní oltář je zasvěcen Panně Marii, dál následují: oltář sv. Josefa, oltář sv. Jana Nepomuckého, oltář Bolestné Panny Marie, oltář sv. Srdce Ježíšova a oltář sv. Antonína. Nad barokní zákristií a nad Loretánskou kaplí jsou zbudovány oratoře, to jsou v podstatě malé kůry. Interiér kostela je zdoben obrazy svatých, včetně obrazové křížové cesty. Některé oltáře jsou také doplněny sochami svatých. Okna jsou zdobena vitrážemi, je doloženo, že nejméně dvě tato okna byla zhotovena v dílně v Innsbrucku. Při levé straně lavic jsou upevněny dřevěné tyče s vyřezávanými hlavicemi. Jsou to znaky budišovských cechů.

## Cechovní znaky
Cechovní znaky v kostele určovaly místa pro příslušníky jednotlivých cechů. Účast na mši, zpovědi a sv. přijímání byla pro příslušníky cechu povinná.
- Cech ševců – založen byl v r. 1513
- Cech kovářů – obdobně jako cech ševců.
- Cech tkalců – patrně nejpočetnější, schválen byl r. 1524, znak je nyní umístěn na radnici.
- Cech kožešníků – schválen v r.1640, písemné zprávy chybí, shořely při vpádu Švédů.
- Cech bednářů, kolářů a stolařů – schválen byl v roce 1592.
- Cech řezníků – schválen r. 1558.
- Cech krejčích – vznikl r. 1528, potvrzen byl v r. 1530.
- Cech pekařů – o jeho vzniku a fungování nejsou doloženy žádné písemné zprávy, přesto je tento znak v kostele umístěn.

## Zvony
Původně bylo ve věžích umístěno 5 zvonů. V současnosti jsou ve věžích 2 zvony bronzové a jeden železný.
- Zvon mariánský – 67 kg.
- Zvon zasvěcený sv. Josefu – 45 kg.
- Zvon železný – jeho zasvěcení není známo, váží 250 kg.

První dva ulila Moravská zvonárna v roce 1948. Mimo těchto zvonů je v kostele ještě jeden nezavěšený zvon. Ten sem byl přemístěn z Podlesí, kde byl kostel zrušen. Zvon je bronzový a váží 700 kg. Zasvěcen je sv. Františku a sv. Anně, ulit byl v roce 1971.

## Varhany
První varhany pro budišovský kostel vyrobil libavský varhaník Johan Georg Schwarz v roce 1758. Měly 19 registrů, velikost varhan byla asi 5m. V roce 1930 byly nahrazeny novými od firmy Rieger Krnov. Ty mají 30 registrů, jsou dvoumanuálové, 8 rejstříků mají manuálové pedály. Postaveny byly v barokním slohu, zdobené hlavičkami andělů. Mají 1900 píšťal ve velikostech od 5 cm do 5 m. Svojí kvalitou se přímo nabízely pro pořádání mnoha hudebních produkcí.

## Historie
- 1745 položen základní kámen ke stavbě kostela, podle pověstí na místě bývalého hradu (starý dřevěný kostel shořel po zásahu bleskem).
- 1746 zahájena stavba za řízení děkana J. Baptisty, hraběte Bergena.
- 1755 stavba dokončena.
- 1756 slavnostní vysvěcení (světil kardinál Ferdinand Julius, hrabě Toyer).
- 1758 první varhany.
- 1767 vysvěcení zvonů olomouckým biskupem, hrabětem z Scherfenbergu.
- 1773 vysvěcen oltář Loretánské kaple.
- 1899 šindele na střeše vyměněny za břidlici.
- 1912 pořízena mozaiková okna, dostavba nedokončených věží, do kostela zavedena elektřina.
- 1979 restaurování obrazů akademickou malířkou Renátou Bartoňovou.
- 1993 – 1999 nová břidlicová střecha.

## Galerie

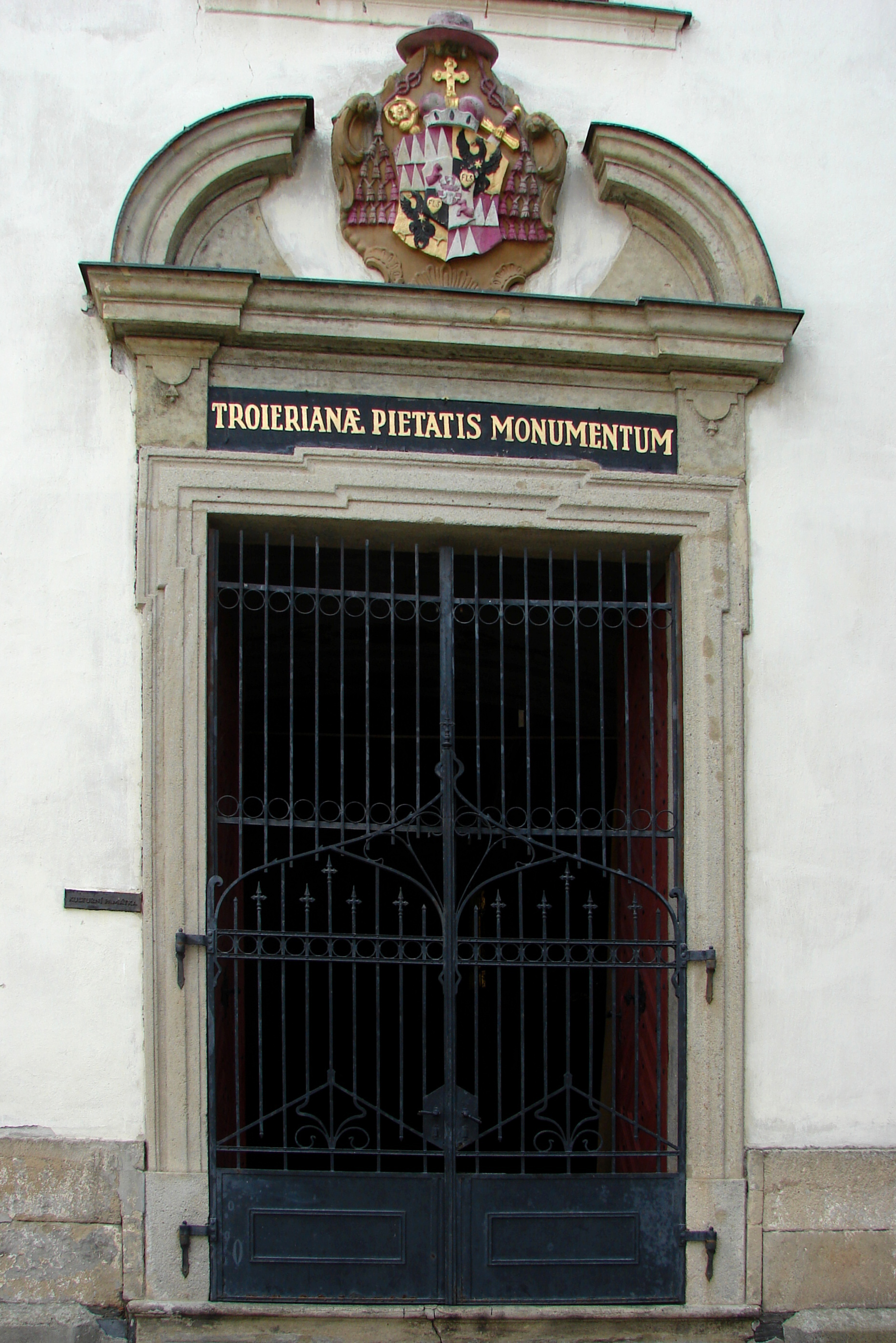
Portál budišovského kostela
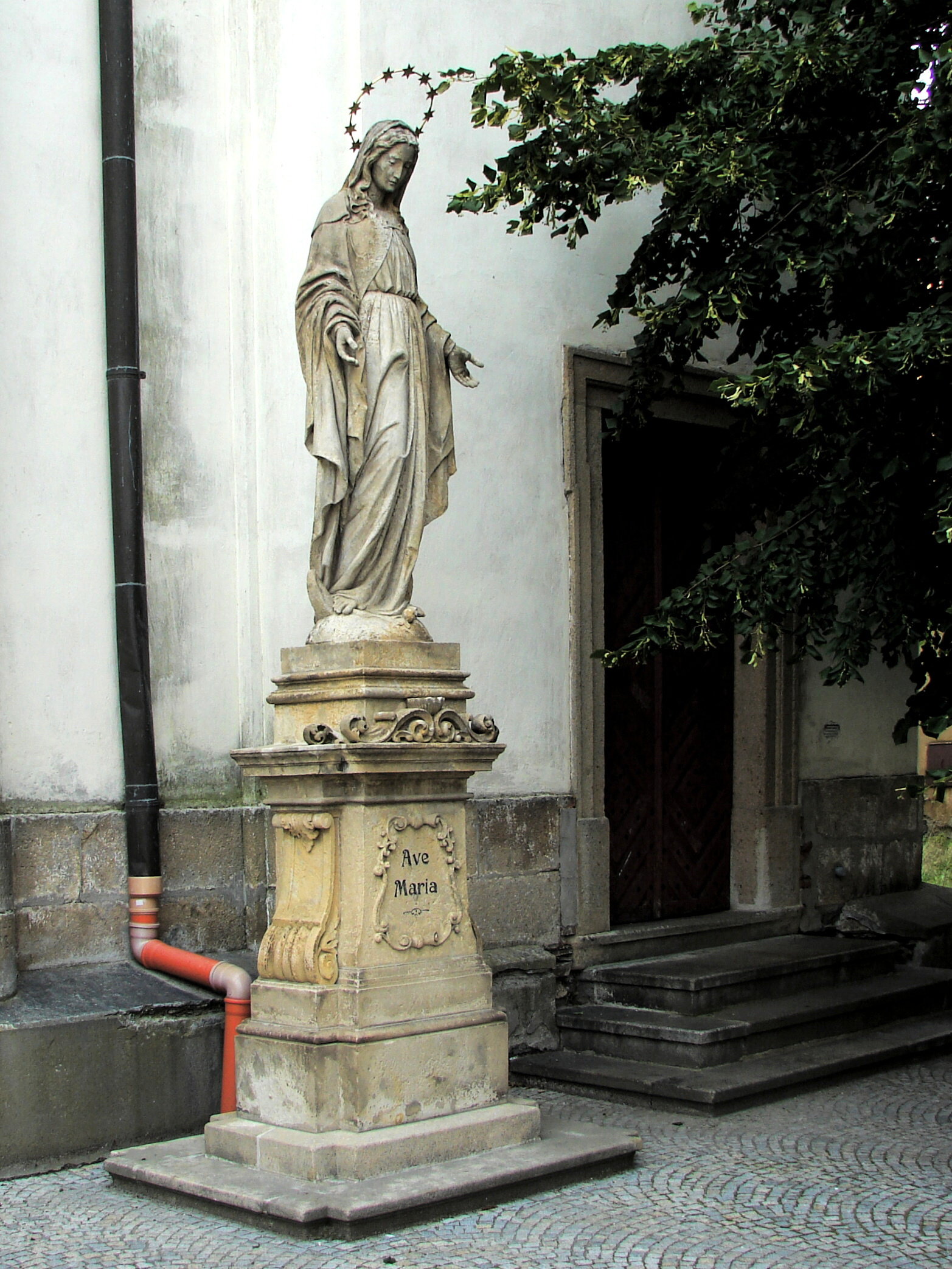
Socha P.Marie u vchodu do kostela
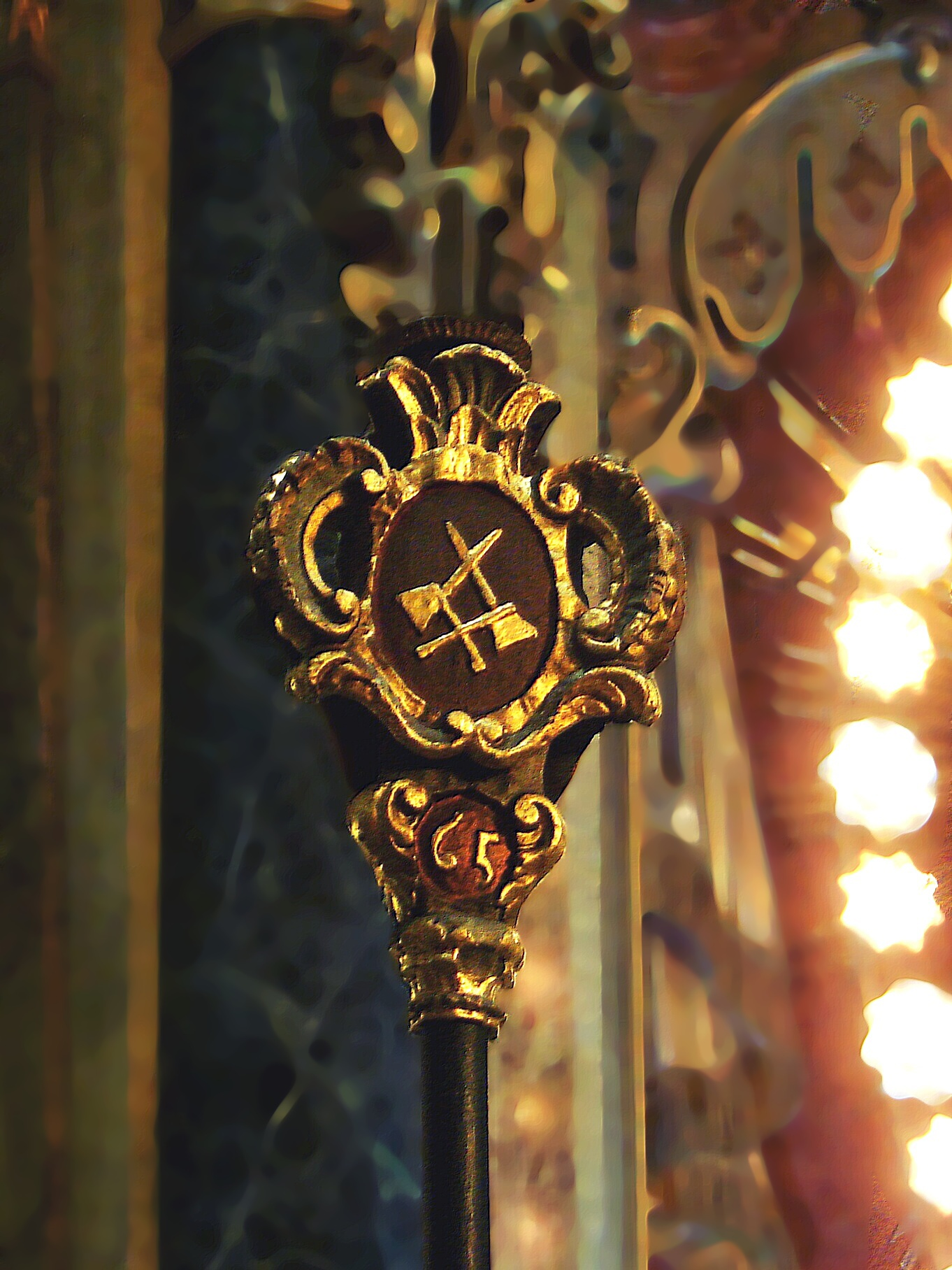
Jeden z cechovních znaků, umístěných u kostelních lavic
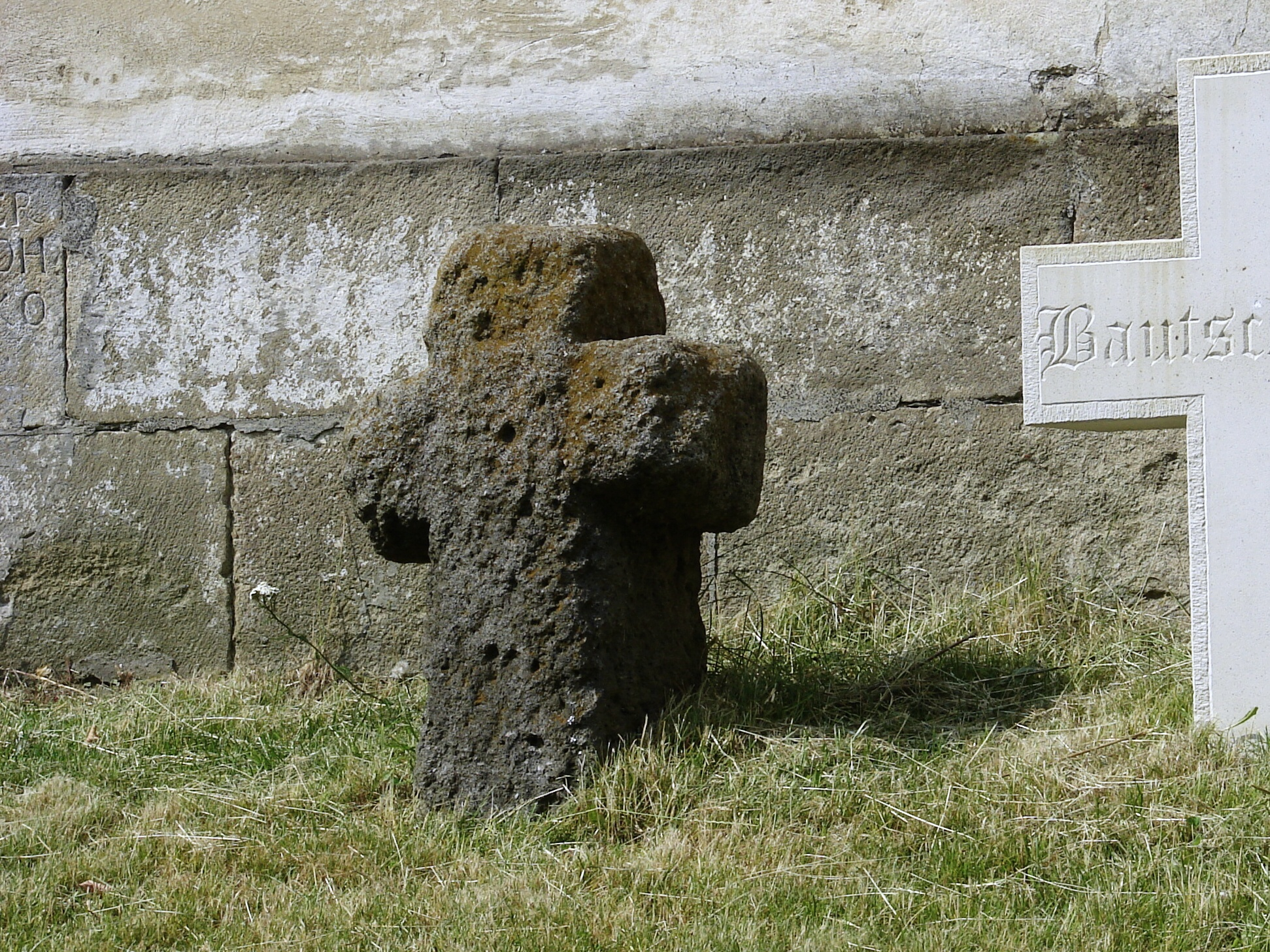
Smírčí kříž u zdi kostela
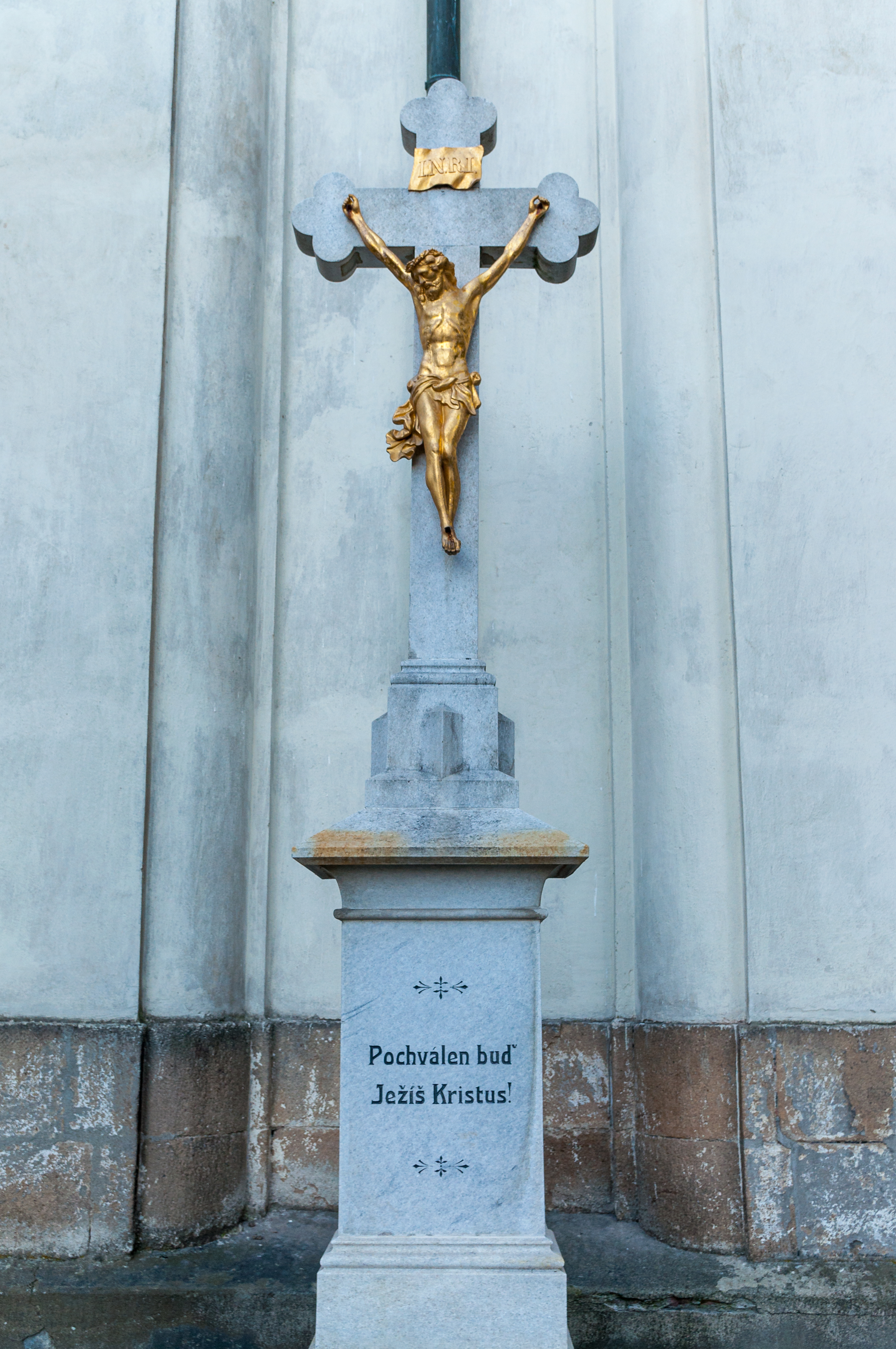
Krucifix před kostelem
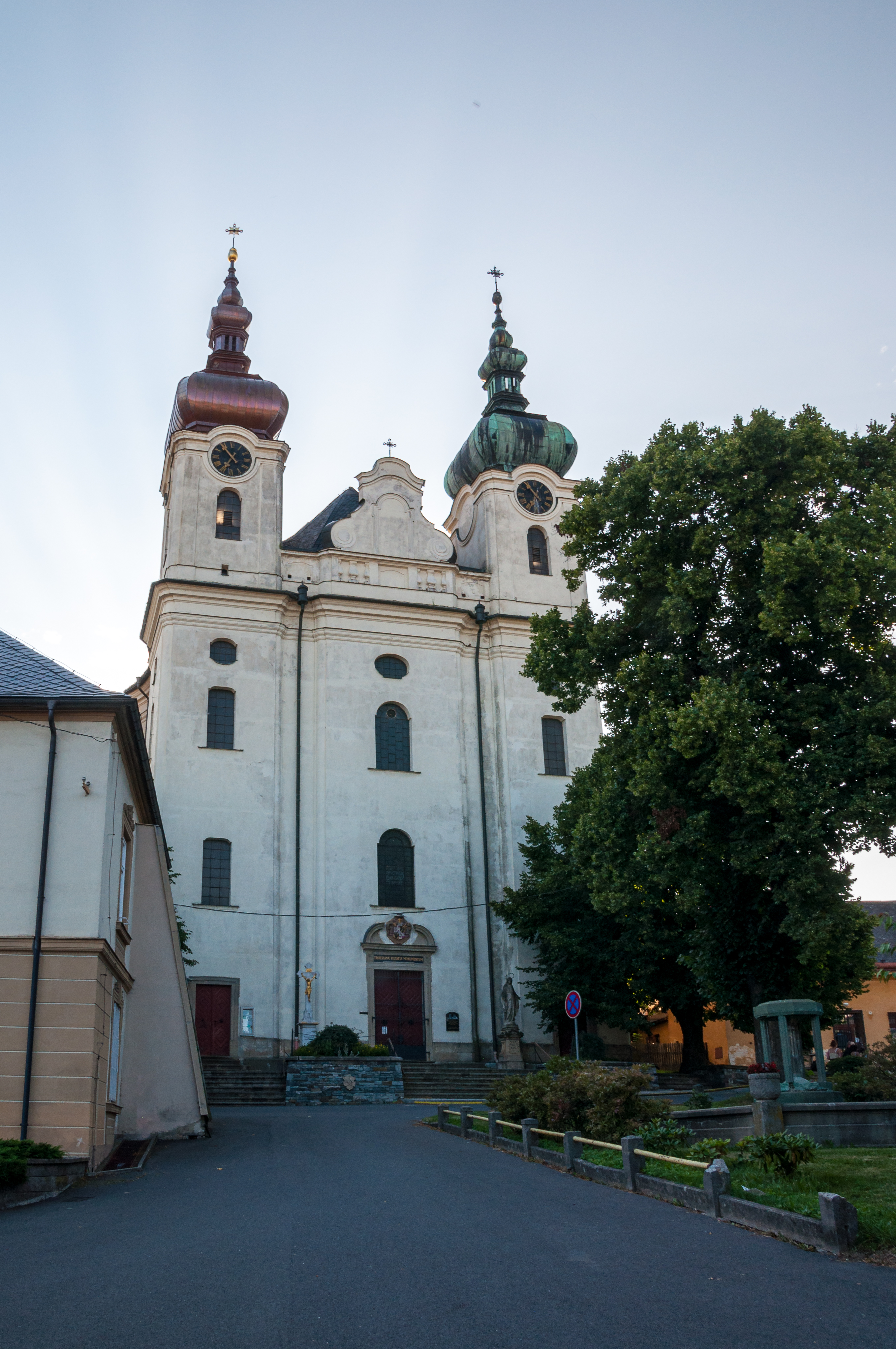
Pohled na kostel od městského úřadu
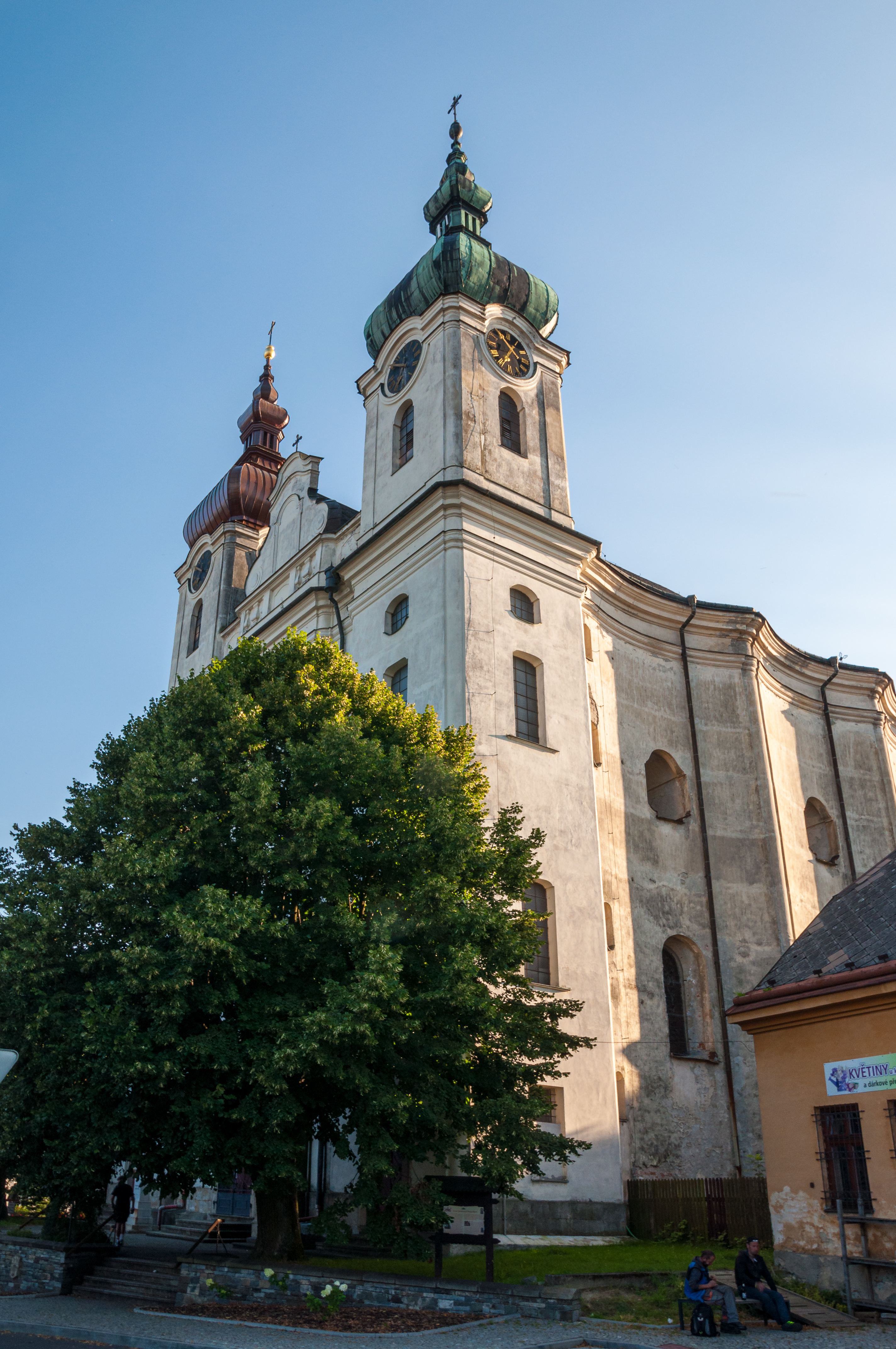
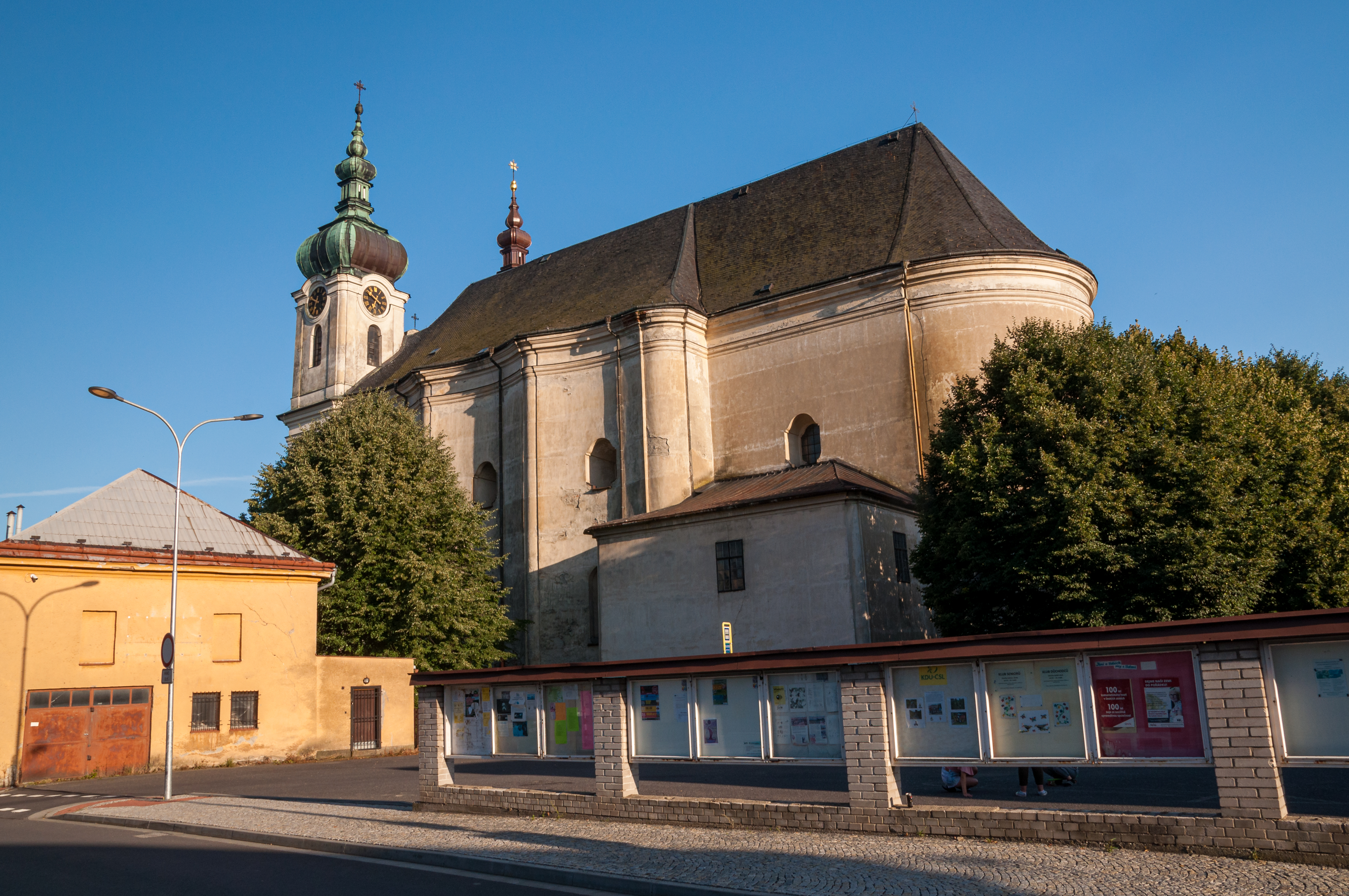